# Hunters (2016)
Hunters (deutsch Jäger)  ist eine US-amerikanische Fernsehserie. Sie wurde vom Sender Syfy ab 11. April 2016 ausgestrahlt und basiert auf dem Roman Alien Hunter von Whitley Strieber.

## Inhalt
Die Serie dreht sich um das Verschwinden der Frau eines hochdekorierten Polizisten aus Philadelphia, als er eine Organisationsgruppe entdeckt, welche außerirdische Terroristen jagt.

## Besetzung
- Nathan Phillips als Flynn Carroll[2]
- Britne Oldford als Allison Regan[3]
- Mark Coles Smith als Dylan Briggs
- Lewis Fitz-Gerald als Truss Jackson
- Laura Gordon als Abby Carroll
- Shannon Berry als Emme Dawson
- Gareth Davies als Jules Callaway
- Sarah Peirse als Finnerman
- Edwina Wren als Michelle James
- Julian McMahon als Lionel McCarthy[4]

## Rezeption
Auf Serienjunkies.de erhielt die Pilotepisode der Serie nur zwei von fünf Sternen in der Bewertung. Dort heißt es im Fazit: „'Hunters' ist sich furchtbar ernst nehmender Trash, der dabei nicht einmal den Anstand besitzt, unfreiwillig komisch zu sein. […] Wer vom drögen Serieneinstand mit Schablonencharakteren und äußerst repetitiven Dialogen nicht zu schläfrig ist, kann noch versuchen zu verstehen, was für eine Aussage die Serie womöglich über real existierenden Terrorismus treffen möchte […].“